# Espumoso
Espumoso es un municipio brasileño del estado de Rio Grande do Sul.
Se encuentra ubicado a una latitud de 28º43'29" Sur y una longitud de 52º50'59" Oeste, estando a una altitud de 357 metros sobre el nivel del mar. Su población estimada para el año 2004 era de 14.839 habitantes.
Ocupa una superficie de 887,53 km².